# House (música)

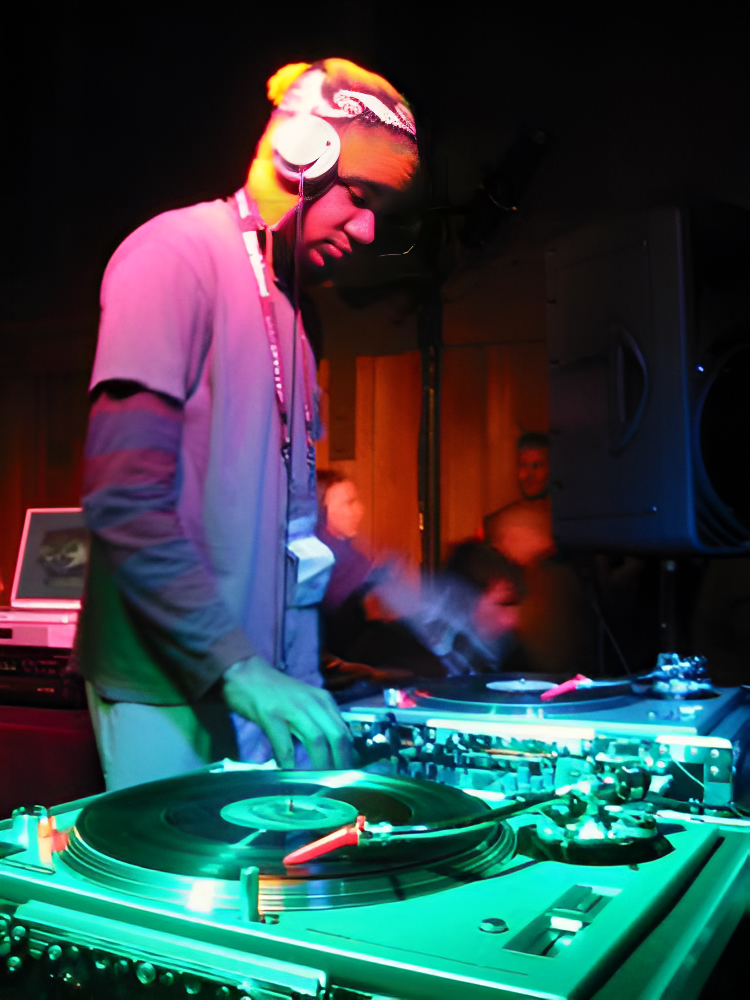
Discjòquei punxant música

El house és un estil de música electrònica amb arrels que comencen el 1985. El house és primer de tot un descendent directe del so disco que aconseguí trencar a través de la música, diferències socials i racials encara que solament fos dintre d'una pista de ball a Chicago, com 'The Warehouse' (el DJ principal del qual era Frankie Knuckles, que donà nom a aquest estil). Els seus creadors mesclaven elements de la música disco amb sons electrònics influïts per la música de Kraftwerk. Si bé aquest moviment s'originà com una reacció a la saturació produïda per la música disco i derivats (en un primer moment fou una oposició i una vertadera revolució en so i concepte), a principi dels anys 90 inicià una clara tornada al so disco en estat pur. L'objectiu del house principalment està enfocat a la pista de ball; tanmateix hi té cabuda l'experimentació i el minimalisme.
Es tracta, juntament amb el trance, d'un dels estils de música electrònica més aclaparadors, ja que els seus exponents barregen una gran varietat de ritmes seguint el patró rítmic de four-on-the-floor, sent la percussió un dels més emprats.
Malgrat els canvis i els molts gèneres musicals que surten a la llum cada dia, el house manté moltes de les seves arrels en els seus subgèneres, la qual cosa fa d'aquest estil musical un dels més fàcils d'escoltar per al públic, ja que els seus sons no són tan forts en comparació amb alguns dels més durs, com ara el psychedelictrance, el drum and bass o el jungle, els quals es diferencien per les seves percussions extremes i pels seus continus sons atmosfèrics. Així que la paraula house, deu el seu nom d'aquesta emblemàtica sala de Chicago i de tot el que hi va ocórrer, igual que la paraula Garage, originària de «The Paradise Garage».

## Majors representants del House
És en la música house on per fina apareix una dona com una de les grans dominadores d'aquest estil. Parlem de Nina Kraviz, un DJ russa que des del començament d'aquesta dècada lidera les llistes de millors DJ de música house.
La música electrònica comparteix amb la indústria musical en general el fet que per a les dones encara existeix el conegut com "sostre de vidre", que es tradueix en què els companys homes de la professió tenen més oportunitats d'ascendir i avançar en la indústria pel simple fet de ser homes. Nina Kravitz en la música electrònica o Beyonce, Taylor Swift, Katy Perry, Jennifer Lopez, Arianna Gran o Nicky Minaj en la música comercial estan enderrocant aquest mur.
Oliver Heldens és un altre d'aquests joves valors que estan revolucionant la música house. El neerlandes, de només 21 anys, va saltar a la fama el 2012 i des de llavors no ha anat deixant d'escalar llocs en el rànquing que cada any publica DJmag. En l'actualitat ocupa el vuitè millor lloc. Des de la indústria reconeixen que Heldens és un dels grans exponents d'un nou gènere conegut com a future house.
Finalment, el britànic John Degweed. És un DJ i productor musical que va començar a fer barreges amb sólo13 anys. És professional des de 1989 i en 2001 va ser triat com el millor DJ de l'món. Domina el house progressiu i el techhouse. És un dels artistes amb més discos al mercat dins de la música electrònica.

## El house a Europa
El house a Europa compta amb un gran nombre de seguidors i productors. Els exponents més populars de França que van seguir després de François Kevorkian van ser, Daft Punk, Bob Sinclar, Martin Solveig, etc., la qual cosa ha fet que França sigui catalogada com una de les més importants de l'escena house.
Una altra escena de gran importància és l'espanyola, on es poden trobar segells dedicades a la producció de música house i una gran quantitat de discoteques «temples del house», sent Eivissa el paradís mundial de l'escena house.
L'escena anglesa ha desenvolupat una gran importància en l'escena del house, amb subgéneres com el progressive house i el tech house. També té grans segells discogràfics de la música house, com per exemple la cadena Ministry of Sound; Hed Kandi, el qual ha fet que aquest gènere tingui la seva evolució a Europa. Un altre segell de gran importància és el Defected, destacat per haber fet compilacions de música house de diferents dj's del món.

## Classificacions
Hi ha diversos subgèneres de house:
- Acid House
- Techno House o Tech House
- Deep House
- Hip-house
- Italo House o Spaghetti House
- Flamenc House
- Housecore o Hardcore House
- Ambient House
- Hard House
- French House
- Tribal House
- Progressive House
- Electro House o Electroclash
- Merenhouse (fusió de merengue i house)
- Industrial House o Electraba (Tranny EBM)
- Garage House
- Tango House
- Cumbia House
- Richie Silver House
- Diva House

## Temes clàssics d'aquest gènere
- Chip E. - It's House (1985)
- Marshall Jefferson - Move Your Body (1986)
- Tyree - Turn up the bass (1989)
- Joe Smooth - Promised Land (1988)
- M/A/R/R/S - Pump Up The Volume (1987)
- Coldcut (feat. Lisa Stanfield) - People Hold On
- Beatmasters - Rock da house (1987)
- Kraze - The Party (1988)
- Hithouse - Jack to the sound of the underground (1988)
- Inner City - Big Fun (1988)
- Raze - Break For Love
- Royal House - Can You Feel It
- Crystal Waters - Gypsy Woman (She's homeless) (1991)
- Double Dee - Found Love (1990)
- Mr. Fingers - Can You Feel It (1987)
- Julian Jumpin' Perez - Stand by me (1989)
- Todd Terry Project - Weekend (1988)

## Emissores de ràdio digitals
- Digitally Imported House
- Deep Inside, Soulful House Music